# 罗伯特·朗兰兹
羅伯特·费伦·朗蘭茲（英語：Robert Phelan Langlands，1936年10月6日—），出生於加拿大不列顛哥倫比亞省新西敏，二十世紀最重要的數學家之一，现任普林斯顿高等研究院教授。他對數論和表示理論具有非凡的洞察力。
朗蘭茲畢業於耶魯大學。1960年代初他建立了約化群的艾森斯坦級數的一般理論。自1990年後，朗蘭茲轉攻數學物理。

## 獎項
他是著名的朗蘭茲綱領的提出者。1996年他獲得了沃爾夫獎。在2007年獲得了邵逸夫獎數學科學獎。2018年获得阿贝尔奖。

## 外部連結
- （英文）The work of Robert Langlands （页面存档备份，存于）